# Nuit Incolore
Nuit Incolore, pseudonimo di Théo Marclay (Ho Chi Minh, 3 aprile 2001), è un cantautore svizzero di origini vietnamite.
Ha raggiunto la notorietà nel 2023 grazie al brano Dépassé, che è stato certificato disco di platino, e in seguito disco di diamante, in Francia. Nello stesso anno, ha vinto un NRJ Music Award nella categoria "rivelazione francofona dell'anno", diventando il primo artista svizzero a ricevere questo riconoscimento dalla creazione della cerimonia.

## Biografia
Nato a Ho Chi Minh, in Vietnam, Théo Marclay è stato adottato all'età di 5 mesi da una coppia svizzera. È cresciuto a Fully, nel Canton Vallese, immerso nella musica grazie ai genitori, i quali gestivano un negozio di strumenti musicali a Martigny. Durante l'infanzia, ha spesso affrontato discriminazioni a causa delle sue origini.  A 7 anni, ha iniziato a studiare pianoforte al conservatorio, rimanendovi per oltre dieci anni. In seguito, ha proseguito gli studi in letteratura francese e musicologia presso l'Università di Friburgo.
A partire dal 2020, durante il lockdown per la pandemia di COVID-19, il giovane artista, all'epoca diciannovenne, ha iniziato a scrivere testi nella sua stanza, esternando i suoi pensieri oscuri e mettendoli in musica. Componendo principalmente durante le sue notti insonni, ha scelto il nome d'arte di Nuit Incolore.
Dopo aver postato le sue canzoni sui social media, Marclay ha riscosso un discreto successo, in particolare con i video musicali dei brani Je, Asian Flush ed Escargot, che ha diretto personalmente.
Nel 2021, ha firmato un contratto con l'etichetta Cinq7, guadagnando visibilità e la possibilità di esibirsi dal vivo. Nel febbraio 2022, è stato invitato alla Japan Expo Sud a Marsiglia, dove ha cantato davanti a 2 000 persone e ha fatto le sue prime dediche. La buona riuscita di questa prima esibizione lo ha poi portato ad essere invitato alla Japan Expo di Parigi nel luglio 2022.
Il suo primo vero concerto si è tenuto al Théâtre Les Etoiles il 7 ottobre 2022. L'anno seguente, ha intrapreso un tour in Belgio, Francia e Svizzera.
Nel 2023, il suo singolo Dépassé, parte dell'EP Insomnia, è stato selezionato per l'edizione annuale del programma televisivo La chanson de l'année su TF1. Nell'aprile 2023, il pezzo ha raggiunto la seconda posizione su Shazam in Francia; nel corso dello stesso anno è diventato disco di platino e ha superato i 30 milioni di stream sulle piattaforme all'inizio di settembre 2023.
Il 10 novembre 2023, Nuit Incolore ha vinto un NRJ Music Award nella categoria "rivelazione francofona dell'anno" grazie a Dépassé. All'inizio del 2024, Dépassé è diventato disco di diamante in Francia.

## Stile musicale
Nuit Incolore si ispira all'universo dello Studio Ghibli e in particolare alle colonne sonore di Joe Hisaishi per le sue creazioni musicali. Dichiara anche di identificarsi nei testi di Charles Aznavour, che trova estremamente ben scritti, e in quelli di Tsew the Kid. Ammira anche i film di Alfred Hitchcock, di cui apprezza i movimenti di camera, e l'estetica di Tim Burton.

## Discografia

### Album
- 2023 – La loi du papillon

### EP
- 2020 – Archives de Pensées
- 2020 – 3 Reflets
- 2020 – Ruptures en Stock
- 2020 – Monotonie d'hiver
- 2021 – Enième Exutoire
- 2021 – Contre-jour
- 2021 – Inferno
- 2022 – Histoire de Nuit
- 2022 – Histoire de Nuit 2
- 2023 – Insomnia

### Singoli
- 2020 – Asian Flush
- 2020 – Je
- 2020 – Pleurs du soir
- 2021 – Plume filante
- 2021 – Astre noir
- 2022 – Dépassé
- 2023 – Crush
- 2024 – Je me déteste
- 2024 – J'entends (con Younsss)
- 2024 – On s'écrira
- 2024 – Adieux
- 2024 – Enfant de nulle part

## Riconoscimenti
- La chanson de l'année
  - 2023 – Candidatura alla Canzone dell'anno per Dépassé[15]
- NRJ Music Awards
  - 2023 – Rivelazione francofona dell'anno[1]
- W9 d'Or
  - 2023 – Rivelazione maschile dell'anno[22]
- Aficia Music Awards
  - 2024 – Candidatura all'Artista pop maschile[23]
- Purecharts Awards
  - 2024 – Rivelazione dell'anno[24]
  - 2024 – Candidatura alla Canzone francofona dell'anno per Dépassé[24]
- Victoires de la musique
  - 2024 – Candidatura alla Rivelazione maschile dell'anno[25]